# خافي مير
خافي مير (بالإسبانية: Javi Mier) هو لاعب كرة قدم إسباني في مركز الوسط، ولد في 4 فبراير 1999 في أبيط في إسبانيا. لعب مع ريال أوفييدو.

## وصلات خارجية
- خافي مير على موقع قاعدة بيانات كرة القدم.إي يو (الإنجليزية)
- خافي مير على موقع Soccerway.com (الإنجليزية)